# Соседи. На тропе войны
«Соседи. На тропе войны» (англ. Neighbors) — североамериканский комедийный фильм режиссёра Николаса Столлера по сценарию Эндрю Коэна и Брендана О’Брайена. 
Главные роли исполнили Сет Роген, Зак Эфрон и Роуз Бирн. Первый трейлер был выпущен 3 сентября 2013 года, а дата релиза состоялась 8 мая 2014 года. Дата выхода в российский прокат — 29 мая 2014 года. По системе рейтингов MPAA фильм получил оценку «R» (Лица, не достигшие 17-летнего возраста, допускаются на фильм только в сопровождении одного из родителей или законного представителя).

## Сюжет
Молодая пара с новорождённым ребёнком решает переехать в новый район, но внезапно сталкивается с некими трудностями — их соседями оказались члены шумного студенческого братства, которые своими бесконечными вечеринками мешают спокойно жить главному герою и его семье. Попытки уладить конфликт не заканчиваются благополучно — между соседями начинается «настоящая война», где каждая из воюющих сторон готова пойти на самые ужасные поступки, отстаивая свою правоту.

## В ролях
| Актёр                | Роль                             |
| -------------------- | -------------------------------- |
| Сет Роген            | Maк Реднер                       |
| Роуз Бирн            | Келли Реднер                     |
| Зак Эфрон            | Тедди Сандерс                    |
| Дэйв Франко          | Пит                              |
| Карла Галло          | Пола бывшая/нынешняя жена Джимми |
| Кристофер Минц-Пласс | Скуни                            |
| Эли Кобрин           | Уитни                            |
| Лиза Кудроу          | Декан Кэрол Глэдстоун            |
| Джэйк Джонсон        | Себастиан Креммингтон            |
| Джэйсон Манцукас     | доктор Теодоракис                |
| Энди Сэмберг         | член братства                    |

## Производство
Съёмки фильма начались в апреле 2013 года и завершились к концу мая. Съёмки проходили в Лос-Анджелесе, США. 26 августа 2013 года оригинальное название фильма «Townies» было изменено на «Neighbors».

## Награды
Список приведён в соответствии с данными IMDb.
| Награды и номинации      | Награды и номинации | Награды и номинации                   | Награды и номинации |
| Награда                  | Категория           | Номинант                              | Результат           |
| ------------------------ | ------------------- | ------------------------------------- | ------------------- |
| Премия «Золотой трейлер» | Best Comedy TV Spot | Universal Pictures Creative Workshop  | Победа              |
| Премия «Золотой трейлер» | Best Comedy Poster  | Universal Pictures Ignition Creative  | Победа              |
| Премия «Золотой трейлер» | Best Comedy         | Universal Pictures Workhouse Creative | Номинация           |